# 福萨尔塔-迪波托格鲁阿罗
福萨尔塔-迪波托格鲁阿罗（義大利語：Fossalta di Portogruaro），是意大利威尼托大区威尼斯廣域市的一个市镇。总面积32平方公里，人口6051人，人口密度189.1人/平方公里（2009年）。国家统计（ISTAT）代码为027016。